# 保卡坦博省

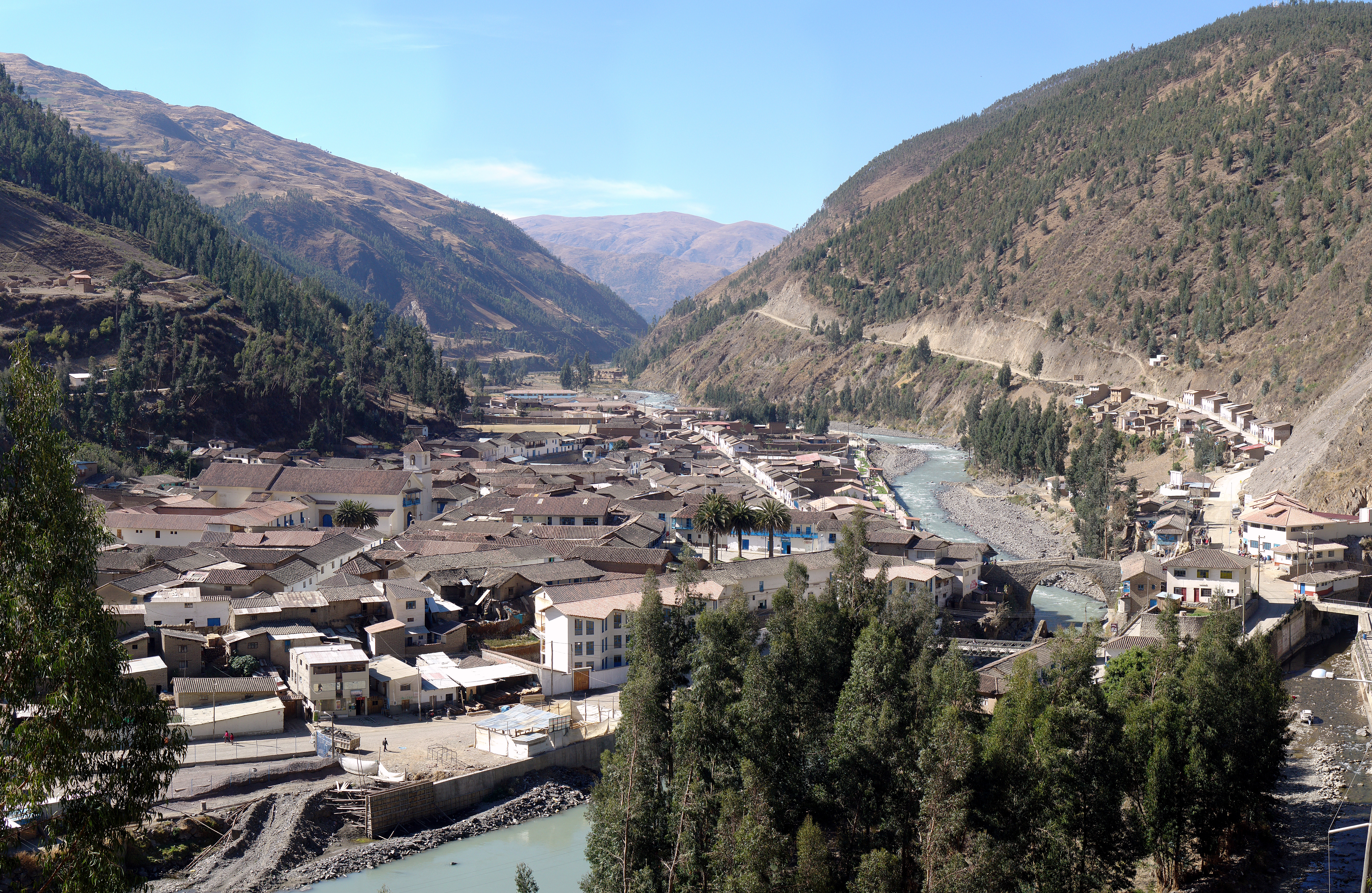

保卡坦博省（西班牙語：Provincia de Paucartambo），是秘魯的省份，位於該國南部庫斯科大區，首府是保卡坦博，始建於1825年6月21日，面積6,295平方公里，2005年人口47,313，人口密度每平方公里7.5人。
13°19′12″S 71°35′34″W / 13.319889°S 71.592751°W